# Peppino Wieternik
Peppino Wieternik (* 19. Februar 1919 in Wien; † 22. Dezember 1979; auch Josef Wieternik) war ein österreichischer Maler.

## Leben
Peppino Wieternik wurde 1919 in Wien-Döbling als Sohn einer Mutter aus Kärnten und eines Vaters italienischer Herkunft geboren. Er besuchte 1935 die Klasse der Malerei beim Paulus und Gerda Matejka-Felden an der Volkshochschule Ottakring am Ludo-Hartmann-Platz. 1936 fand er den Maler Alexander Rothaug als Freund und Lehrer und wurde als Lehrling für Gebrauchsgraphik bei Paul Kirnig an der Wiener Kunstgewerbeschule aufgenommen. 1938 begegnete er dem Maler Hans Robert Pippal. 1939 begann er an der Akademie der Bildenden Künste Wien bei Wilhelm Dachauer das Studium der Malerei, welches er nach dem Kriegsdienst 1958 bei Robin Andersen und Albert Paris Gütersloh abschloss. Von 1952 bis 1957 arbeitete Wieternik als Werbegraphiker an der amerikanischen Botschaft in Wien und im Anschluss bis 1979 als Fachlehrer an der Wiener Berufsschule für graphisches Gewerbe. Von 1961 bis 1972 gab er Kurse an der Künstlerischen Volkshochschule Wien. Zeit seines Lebens erfolgte eine reiche Ausstellungstätigkeit. 1949 wurde er Mitglied des Art Clubs Wien, und er beteiligte sich an der großen Art-Club-Ausstellung in Wien/Zelitzgasse. 1965 wurde er in der 'Surindépendants' Paris aufgenommen und war später Mitglied des Wiener Künstlerhauses. 1973 erhielt er den Preis der Theodor-Körner-Stiftung zur Förderung von Wissenschaft und Kunst. 1975 wurde ihm der Berufstitel „Professor“ vom Bundesministerium für Unterricht und Kunst verliehen.
Peppino Wieternik heiratete 1943 Elsbeth Licht in Wien, und 1945 wurde die Tochter Nora in Oberaudorf in Deutschland geboren. Nach seiner Scheidung war er ab 1953 in zweiter Ehe mit Gertrud Trantina verheiratet, 1958 erblickte die gemeinsame Tochter Angela das Licht der Welt. Peppino Wieternik starb unerwartet 1979 und wurde am Grinzinger Friedhof in Wien bestattet.

## Künstlerische Laufbahn
Peppino Wieternik schuf in seinem Künstlerleben an die 350 Ölgemälde und etwa 500 Grafiken, Zeichnungen und Aquarelle. Werke in öffentlichem Besitz: Grafische Sammlung Albertina, Akademie der bildenden Künste, Österreichische Galerie, Bundesministerium für Unterricht und Kunst, Historisches Museum der Stadt Wien, Moderne Galerie Oberes Belvedere, Kulturamt der Stadt Wien, Rupertinum in Salzburg, Lentos Kunstmuseum Linz, Joanneum der Stadt Graz, u. a. Nachfolgende Aufstellung mit Texten des Künstlers gibt einen Überblick über die Schaffensperioden von Peppino Wieternik:
- Ölbilder nach der Natur 1945–1950

„In meinen Porträtabbildungen leitete mich stets der Gedanke den Menschen als lesbares Psychogramm darzustellen. Der wandlungsfähige Mensch und sein stark physiognomischer Ausdruck sollte immer relevant sein. Strebsam zeichnete und formte ich die sprechenden Augen nach, die Nase und der Mund vervollständigten die lebendige Landschaft. Meine liebe Mutter habe ich viele Male abgebildet. Einen sorgenvollen aufopfernden Menschen mit dem Blick in die noch immer ungewisse Zukunft gerichtet, wollte ich bildhaft darstellen und zum Ausdruck bringen.“
- Kinderzeichnungen 1946–1950

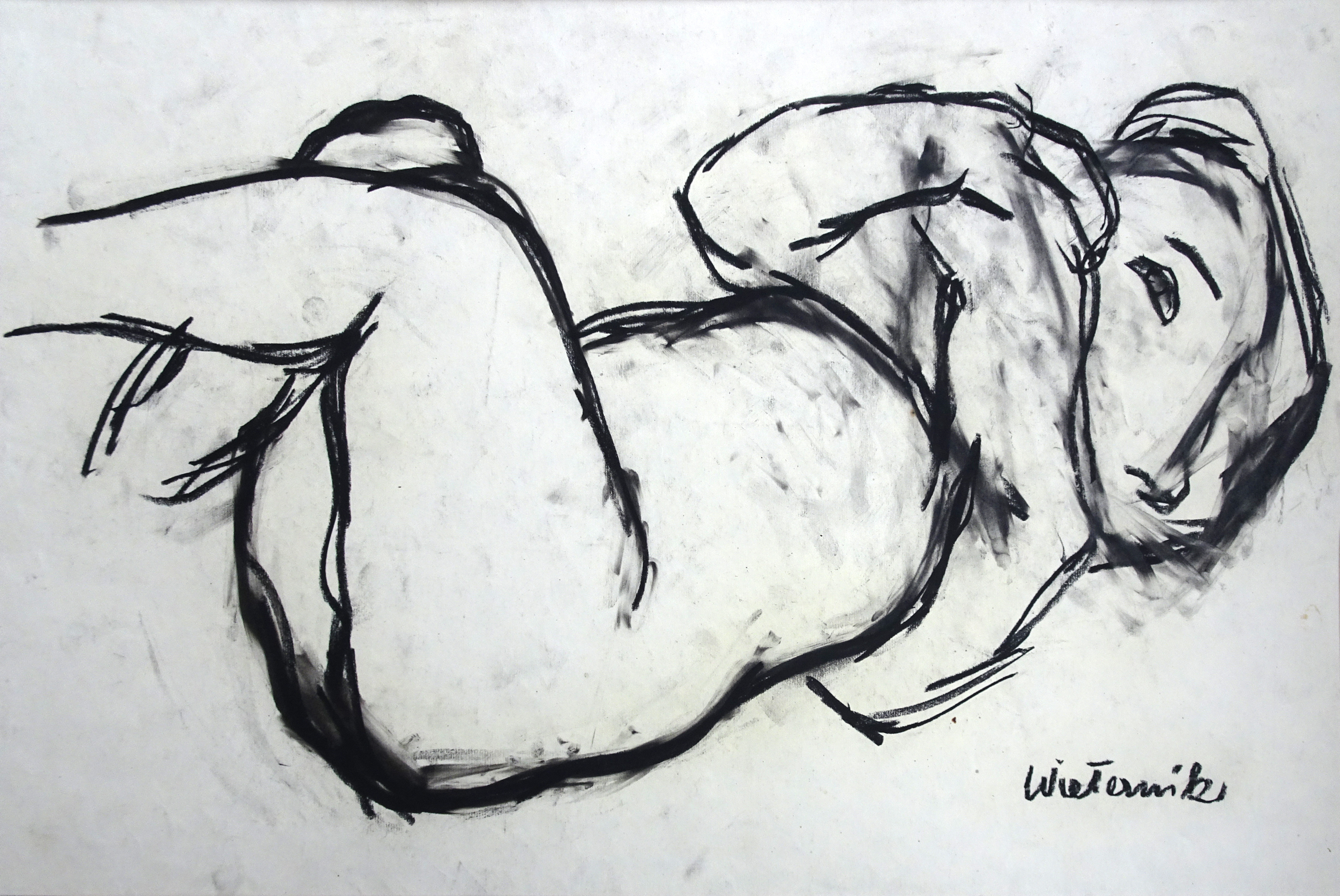
Kreide auf Papier "Meine Tochter Nora" von Peppino Wieternik 1946

„Die ersten reiferen unabhängigen Blätter, die zum überwiegenden Teil die ungestüme Bewegungsvielfalt eines kleinen ungeschützten Lebewesens zeigten, entstanden nach meiner Rückkehr aus der Kriegsgefangenschaft 1945 mit erstaunlicher Leichtigkeit... Ich zeichnete meine Tochter unablässig mit schwarzer Kreide auf weißem Papier.“ Das Museum Oberes Belvedere Wien zeigt in aus dieser Schaffensperiode in der Online-Sammlung das "Bildnis meiner Tochter" aus dem Jahre 1947
- Surreale Ölbilder und Zeichnungen 1950–1954

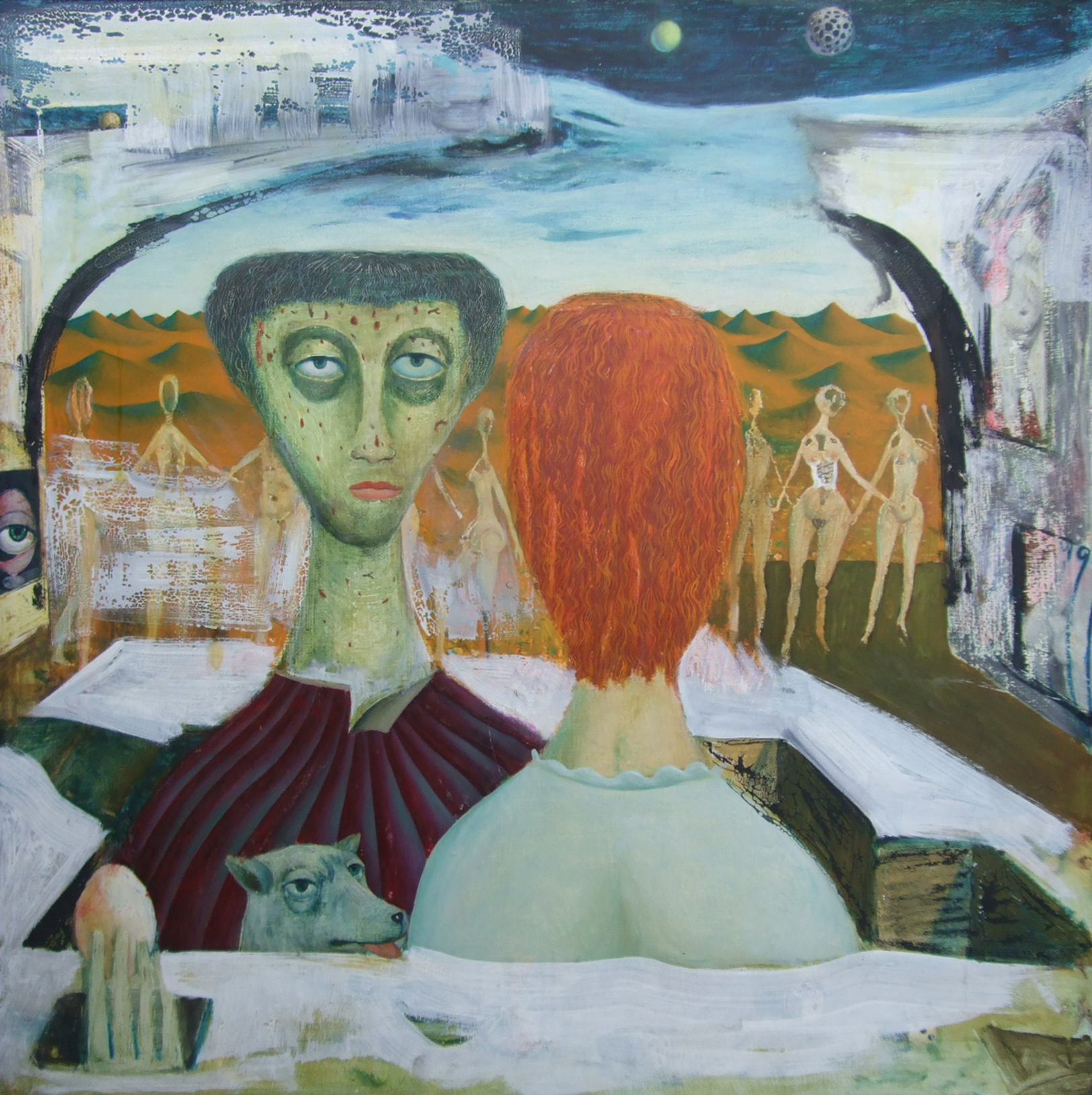
Surreales Ölgemälde "Hadere mit meinem Gegner" von Peppino Wieternik 1950

„Jeder Künstler dieser einzigartigen Gruppe (Artclub) zimmerte sich sein eigenes Haus und festigte zusehends sein künstlerisches Ansehen. Die stärkste Phase ihrer vielversprechenden Entwicklung erlebten in diesem Kreis jene, die sich ebenfalls um die zeitgenössischen Bildaussagen mühten, am erfolgreichsten zweifelsohne die Surrealisten. Der gegenständlichen anekdotischen Bildkomposition war immer noch mehr Verständnis entgegengebracht, als dem geistigen Bildinhalt der Abstrakten.“
- Arbeiten mit dem Thema „Mensch und Musik“ 1955

„Gleichmäßig und ausgeglichen experimentierte ich an einer Reihe von großen Blättern mit Litho-Farben und Pinsel. Es entstanden Litho-Imitationen von eigenem Reiz mit samtig aufgeriebenen Farben. Das auf einer symmetrischen Bildmittelachse aufgebaute Motiv im Bildmittelpunkt konzentriert, erfuhr in der Reduktion, im Weglassen, eine Bereicherung...Meine Experimente ergaben Abwandlungen von Musikinstrumenten, wie Gitarre, Resonanzkörper, Hals und Griffbrett zu räumlich aufgesplitterten menschenähnlichen Figuren, einmal mit Linienschnüren an den Bildrand festgehalten, ein andermal überwiegend in Spiegelgleichheit geformt.“
- Musikalisch unformale Bilder – figurative Abstraktionen 1957–1960

„Alle gezeigten Werke sind entstanden in der Zeit, als mich die Flamme des musikalischen Hörens erfasst hatte. Zudem drängte es mich, der nun einmal erkannten Eigenlebigkeit der Farben nachzuspüren....Ich verstand nun die allgemeinen Beziehungen zwischen Farbklang und rhythmischen Farbformen freizulegen, die mir bisher verborgen blieben. Meine streng kubisch gebauten Bilder wurden von den musikalisch-tänzerischen abgelöst.“ Aus dieser Periode hat das Museum Oberes Belvedere Wien ein Bild angekauft.
- Kalligrafien 1961

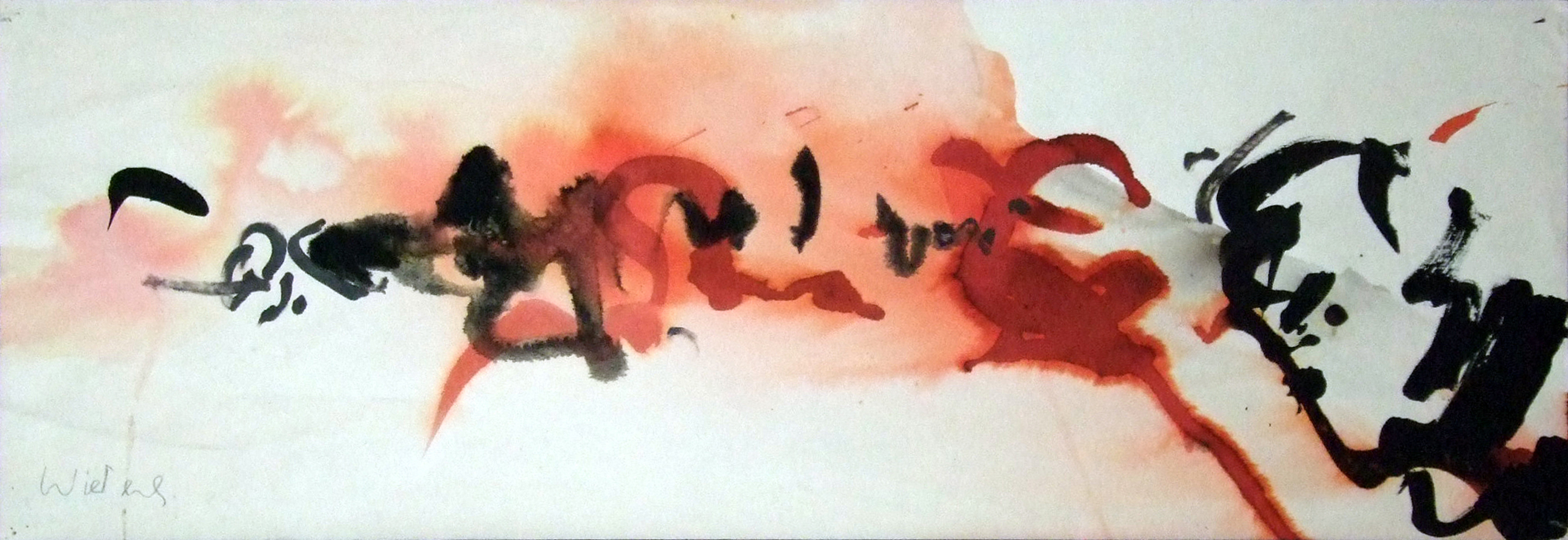
Aquarell "Als Antwort an Angela schwungvoll geschriebene Kalligrafie" von Peppino Wieternik 1961

„Meine Arbeit erfuhr noch eine überraschende Bereicherung durch einen gekritzelten Brief meiner zweiten kleinen Tochter Angela an mich, in dem perlenartig aufgefädelte vermeintliche Schriftzeichen, rhythmische Linien, taktreiche Unterbrechungen, ein ganzes Blatt Papier voll durch eine glückliche Fügung mich inspirierten...Eine Flut von Arbeiten setzte von meiner Seite als Antwort ein. Es waren ebensolche unleserliche Schriftzeichen nicht von links nach rechts oder von oben nach unten, sondern immer von unten nach oben bedeckten sie die weiße Leinwand, Schriftschnörkel, Farbgeringel durchzogen die Beschaufläche.“
- Informelle Periode 1961–1969

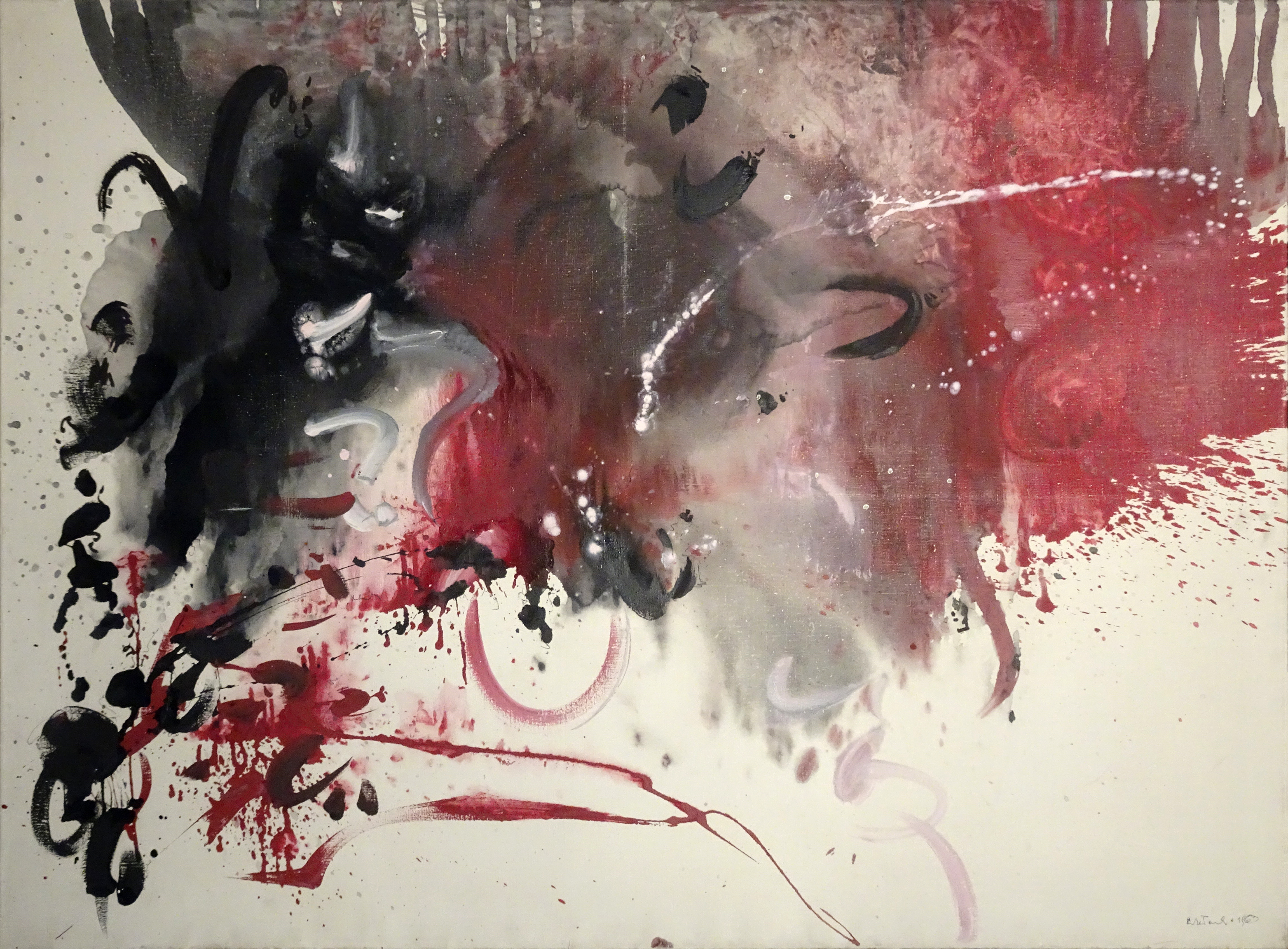
Informelles Ölgemälde "Gestik-Aufschrei" von Peppino Wieternik 1962

„Häufig überwältigt mich die Aktion im Bild und führt mich fort bis zu jener fixierten Lesbarkeit oder aber bis zur völligen Erschöpfung. Manchmal kommt es zur Auslöschung und Vernichtung, es bleibt eine farbdurchtränkte Leinwand als neuerlicher Malgrund bestehen.“
„Ich beschäftigte mich mit der informellen Malerei, mit heftig aufgegossenen Farbgerinnseln, ineinanderfließenden Farbbahnen, welche hart auftrockneten und vom durchleuchteten Hinter(Unter-)-grund sich abhoben und eine Einstiegsluke – einen begehbaren Weg – bloßlegten...Ich nahm mir vor, solche „Intuitionsskizzen“ als tragendes Bildthema mit einer Farbbeschränkung von Weiß, Schwarz und dunklem Rot (Krapplack) zu nehmen und die weiße Leinwand mit kalligrafischen unleserlichen – chinesisch-ähnlichen – Schriftzeichen, mit einem Himmelsausschnitt zu füllen.“
„In der Gewissheit, eine meinem Temperament entsprechende Malweise gefunden zu haben, begann eine Sturzflut von Arbeiten einzusetzen... Diese automatische Maltechnik, der etwas wohltuend Befeiendes anhaftet, wurde schon vor mir von anderen Künstlern angewendet und kultiviert. Den freien Farbfluß, das Hineinfließen, die Farbe in „dripping“ auf der Leinwand zerstoben zu sehen oder in rasch hingesetzten aufgepeitschten Pinselhieben, entdeckte ich zuerst in den Werken von Pollock und Mathieu.“
- Ölbilder mit abstrahierten Fruchtbarkeitssymbolen 1970–1975

„Ich hatte nun die Phase erreicht, in der ich die phallischen und vaginalen Verherrlichungen als Beispiel symbolhafter Bildinhalte aufgegriffen und weitergeführt habe. Bei näheren Betrachten enthüllen diese offensichtlich kultischen Kunstformen ältere, versunkene Kulturen.“
- Porträtzeichnungen 1976

1976 entstehen viele Porträtzeichnungen der Tochter Angela Wieternik, die in der Publikation „Zeichnungen 1936 - 1976“ gesammelt sind.
- Erotische Zeichnungen und Gemälde mit phallusartigen Gebilden 1975–1977

„Es bedrängt mich bis zur leiblichen Qual, wenn ich gehemmt und versperrt um die Sichtbarmachung meiner inneren Vorstellung ringe. Es sind Symbole kraftgeladener und bedeutungsvoller Zeichen der Fruchtbarkeitsgottheit, der ewigen Erneuerung, Nachfolge und geistigen Wiedergeburt.“
- Letzte Gemälde 1978–1979

In den letzten Lebensjahren entstehen Gemälde, in denen die Todesahnung vorweggenommen ist wie im Selbstporträt „Gleichheit im Tod“. Eines der letzten Werke (Besitz Lentos Kunstmuseum Linz) ist eine Hommage an seine Frau Gertrude Wieternik.

## Ausstellungen
- 1944 Erste Kollektivausstellung Salon Ullrich, Agram
- 1947 Erste österreichische Kunstausstellung Künstlerhaus, Wien
- 1948 Herbstausstellung Art Club Zedlitzhalle, Wien
- 1949 Österreichische Kunstausstellung Brünn, Prag, Bratislava
- 1949 Formen und Wege Konzerthaus, Wien
- 1950 1. Österreichische Kunstausstellung, London
- 1951 Beteiligung an der Ausstellung „Cave Canem“ (Hundsgruppe), Wien unter dem Pseudonym Candarin
- 1953 Schöpferisches Österreich Amerika-Haus, Wien
- 1955 Plakatausstellung Konzerthaus, Wien
- 1957 Kleine Galerie, Wien
- 1958 Österreichische Staatsdruckerei, Wien
- 1959 Galerie Gurlitt, München
- 1960 Österreichische Staatsdruckerei, Wien
- 1961 Galerie St. Louis en L’isle, Paris
- 1961 „Who is Who“ Secession, Wien
- 1962 Galerie Senatore, Stuttgart
- 1962 Secession, Wien
- 1963 Galerie St. Louis en L’isle, Paris
- 1963 Erste Österreichische Sparkasse, Wien
- 1964 Ausstellungsbeteiligung „Der Kreis“ Künstlerhaus, Wien
- 1966 Galerie Kontakt, Linz
- 1967 Galerie Stubenbastei, Wien
- 1967 Ausstellungsbeteiligung „Der Kreis“ Künstlerhaus, Wien
- 1969 Große Retrospektive zum 50. Geburtstag – „Stationen – Situationen 1936 – 1966“ Künstlerhaus, Wien
- 1969 Galerie Rehm, Victoria/Kanada
- 1970 Cafe Museum, Wien
- 1971 Farbtheoretische Ausstellung „Farbe in Theorie und Praxis“ zur Kunsterziehertagung am Pädagogischen Institut, Wien
- 1972 Ausstellung „Farbe in Theorie und Praxis“ zur Kunsterziehertagung, Feldkirch/Vorarlberg
- 1975 Amerika-Haus, Wien
- 1977 Galerie Contact, Wien

## Posthume Einzel- und Kollektivausstellungen – Auswahl
- 1980 Gedächtnisausstellung Peppino Wieternik Künstlerhaus, Wien
- 1980 Abendgalerie 5xArt, Wien
- 1981 Gedenkschau „Wiener Artclub“ Museum des 20. Jahrhunderts, Wien
- 1981 „Berufschullehrer als bildende Künstler“, Wien
- 1982 Galerie Gabriel, Wien
- 1982 „Der Artclub in Österreich“ Kulturhaus, Graz
- 1983 Bezirksmuseum Hietzing, Wien
- 1984 Galerie Bürgerspital, Drosendorf
- 1984 Zentralsparkasse Gersthof, Wien
- 1985 Galerie Gabriel, Wien
- 1986 Galerie Gabriel, Wien
- 1986 TZ-Galerie Creditanstalt, Wien
- 1986 „Informel in Österreich“, Schloss Parz, Oberösterreich
- 1986 „Informelle Tendenzen in Österreich“ Secession, Wien
- 1987 Gedächtnisausstellung Galerie der Mühlviertler Künstlergilde Ursulinenhof, Linz
- 1988 Zentralsparkasse Gersthof, Wien
- 1989 Galerie Gabriel, Wien
- 1991 Galerie Gabriel, Wien
- 1996 Galerie Hofstätter, Wien
- 2003 Kunsthalle „Mythos Art Club“, Krems
- 2003 Lentos Kunstmuseum „Geschichte und Gegenwart“, Linz
- 2008 VHS Meidling „Peppino Wieternik – Ein Meister des Informel“, Wien
- 2011 Phantastenmuseum, Wien

## Auszeichnungen
- 1941 1. Preis beim Plakatwettbewerb zu Krieg und Kunst, Wehrkreiskommando XVII Wien
- 1973 Preis der Theodor-Körner-Stiftung zur Förderung von Wissenschaft und Kunst
- 1975 Berufstitel Professor

## Publikationen
- Weg + Wende. Peppino Wieternik. Malerei + Graphik. Verlag H. Kapri & Co, Wien 1974.
- Zeichnungen. 1936-1976. Verlag H. Kapri & Co, Wien 1977.
- Gemaltes Gespräch. Aufzeichnungen + Bildwerke. Verlag H. Kapri & Co., Wien 1979. Mit Biographie und Aufsatzsammlung: Grete Helfgott: Ein „Gespräch“ wird geboren. Die künstlerische Schöpfungstätigkeit von Peppino Wieterniks, Joe Wendig: Der Künstler Peppino Wieternik, Peppino Wieternik: Aufzeichnungen + Tagebuchnotizen, Irames O. Rauscher: Gedanken zum Künstler Peppino Wieternik.

## Belege
1. ↑  Wieternik (1974): Weg und Wende S. 11
2. ↑  Wieternik (1974): Weg und Wende S. 12
3. ↑   https://sammlung.belvedere.at/objects/9086/bildnis-meiner-tochter?
4. ↑  Wieternik (1974): Weg und Wende S. 19
5. ↑  Wieternik (1974): Weg und Wende S. 20
6. ↑  Wieternik (1974): Weg und Wende S. 45
7. ↑  https://sammlung.belvedere.at/people/2547/peppino-wieternik
8. ↑  Wieternik (1974): Weg und Wende S. 24
9. ↑  Wieternik (1974): Weg und Wende S. 38
10. ↑  Wieternik (1974): Weg und Wende S. 41
11. ↑  Wieternik (1974): Weg und Wende S. 45
12. ↑  Wieternik (1974): Weg und Wende S. 45
13. ↑  Wieternik (1979): Gemaltes Gespräch S. 43

| Personendaten    | Personendaten          |
| ---------------- | ---------------------- |
| NAME             | Wieternik, Peppino     |
| ALTERNATIVNAMEN  | Wieternik, Josef       |
| KURZBESCHREIBUNG | österreichischer Maler |
| GEBURTSDATUM     | 19. Februar 1919       |
| GEBURTSORT       | Wien                   |
| STERBEDATUM      | 22. Dezember 1979      |